# Хаджи-Иванчова къща
Хаджи-Иванчовата къща е възрожденска къща, архитектурна забележителност в град Копривщица, България.

## Местоположение
Къщата се намира на улица „Дончо Ватах войвода“ № 37.

## История
Издигната е през 1848 за джелепина Брайко Хаджинейков от лопянски майстори. Къщата е довършена известно време след това от Иванчо Брайков Хаджинейков и е изписана от повикания самоковски майстор Ламбо през 1886 година, дата, поместена в оформлението над входната врата. Същият художник рисува и вътрешните помещения на двуетажната постройка, както и лицевата и фасада.
Лицевата фасада е тонирана в цвят охра, с оформени пана и на двата етажа. В горния ред е имало изписани нимфи с украсени с диадеми къдрици. На долният ред са били оформени само декоративни розети в средата на паната.
Вътрешните помещения били богато украсени с рисувани колонади и уподобяваща на облицовка с керамични плочки рисунка по стените, придружена от имитация на гипсови релефи по тавана. За да се запази традицията, отгоре стените също са разделени на пана с ярка и богата украса. Въпреки старанието на майстора да бъде равностоен с художниците на другите изписани копривщенски къщи, в изпълнението му личи, че той е по-скоро занаятчия-декоратор, без собствен маниер на изписване.
До около 1977 г. къщата се намира в окаяно състояние, от което я изважда последваща реставрация. Днес архитектурният паметник повторно е изцяло реставриран в периода от 2014 до 2018 г., с леко променена и обогатена украса на външния и вид.
Хаджи-Иванчовата къща, тази на Цоко Хаджинейков, дюкяна на Делиделвови (Тодор-Енкова фурна), Хаджинейковия мост и чешмата „Арнаутец“ оформят архитектурния ансамбъл в района на река Петрешка, почти в края на града. Този ансамбъл се явява едно от най-забележителните места, наред с ансамбъла „Първа пушка“, оформен около Калъчевия мост.

## Галерия
- Хаджи-Иванчова чешма
- Тодор-Енкова фурна
- Хаджи-Нейков мост
- Чешма в Копривщица на името на Лука Брайков (Арнаутец) (1922)
- Арнаут махала с Хаджи-Нейков мост